# ВХУТЕМАС
ВХУТЕМАС, Висшите художествено-технически работилници (на руски: Высшие художественно-технические мастерские) са висше училище в Москва, съществувало от 1920 до 1930 година.
ВХУТЕМАС са създадени с обединението на Строгановското художествено-промишлено училище и Московското училище за живопис, скулптура и архитектура. То включва факултет по изкуство, където се преподава графика, скулптура и архитектура, и промишлен факултет, насочен към печат, текстил, керамика, дървообработване и металообработване.
За краткото си съществуване ВХУТЕМАС се превръща в център на няколко авангардни течения в изкуството и архитектурата – конструктивизъм, рационализъм, супрематизъм. През 1926 година училището е реорганизирано, ръководството му е сменено и е преименувано на Висш художествено-технически институт, а през 1930 година е окончателно закрито, като студентите и преподавателите са разпределени в няколко други училища.